# جمعية السينما (السعودية)
جمعية السينما جمعية أهلية سعودية متخصصة في مجال السينما صدر أمر وزير الموارد البشرية والتنمية الاجتماعية أحمد سليمان الراجحي بالموافقة على تسجيلها، ورسمياً بموجب القرار الوزاري رقم 9677 وتاريخ 14 محرم 1443 الموافق 22 أغسطس 2021. وتعد جميعة السينما أول جمعية متخصصة في المجال في السعودية.

## أعضاء مجلس الإدارة
- هناء العمير، رئيساً لمجلس الإدارة.
- أحمد الملا، نائباً للرئيس.
- أحمد الشايب، مشرفاً مالياً.
- سعد الدوسري، عضواً.
- عوض الهمزاني، عضواً.
- د. مسفر الموسى، عضواً.
- إبراهيم الحساوي، عضواً.
- هند الفهاد، عضواً.
- عبد العزيز الشلاحي، عضواً.
- ضياء يوسف، عضواً.
- مجتبى سعيد، عضوا.[3]

وضمت قائمة الأعضاء المؤسسين، إضافةً لأعضاء مجلس الإدارة كلاً من:
يوسف الحربي، فهد الأسطا، علي الكلثمي، بدر الحمود، شهد أمين، جواهر العامري، ريم البيات، محمد الصفار، د. محمد العوبثاني، د. عبد الرحمن الغنام، فيصل بالطيور، د. فهد اليحيا.

## المبادرات والفعاليات
- أطلقت جمعية السينما اعتباراً من مايو 2024 مبادرة "الموسوعة السعودية للسينما" التي تهدف إلى تأسيس برنامج دوري لإنتاج الكتب باللغة العربية الخاصة بالسينما السعودية، كما تعمل على إعادة طباعة الكتب التي سبق وأنتجها مهرجان أفلام السعودية في سنواته السابقة، حيث سيتم تقديم برنامج للنشر السينمائي طوال العام، و ستستهدف الموسوعة نشر 100 كتاب في عامها الأول.[4]